# Matts Dreijer
Matts Dreijer, född 31 januari 1901 på Runö i Estland, död 15 april 1998 i Mariehamn, var Ålands landskapsarkeolog 1933–1970.
I slutet av 1930-talet påträffade Dreijer de äldsta spåren av bosättning på Åland, i Långbergsöda söder om Orrdalsklint i Saltvik. Fynden består av äldre tidig kamkeramik. 1946 upptäckte Dreijer bronsåldersboplatsen Otterböte på Kökar. Den undersöktes 1950 av Dreijer, Carl Fredrik Meinander och Bengt Schönbeck. 
Diskussionen om den finska bosättningen på Åland har i många fall färgats av språkpolitiska argument och regional separatism. Dreijer har till exempel i sin historiekonstruktion placerat Birka på Åland, gjort Ålandsöarna danska och avfärdat alla teorier om och indicier för järnåldersbefolkningens tillbakagång och finsk inflyttning. 